# Lestodiplosis viciaflorae
Lestodiplosis viciaflorae är en tvåvingeart som beskrevs av Fedotova 2004. Lestodiplosis viciaflorae ingår i släktet Lestodiplosis och familjen gallmyggor. Inga underarter finns listade i Catalogue of Life.